# Prenantia inerma
Prenantia inerma är en mossdjursart som först beskrevs av Calvet 1906.  Prenantia inerma ingår i släktet Prenantia och familjen Smittinidae. Inga underarter finns listade i Catalogue of Life.